# Yate
Yate é uma cidade ao sul das escarpas de Cotswold Hills, a 19 quilômetros de Bristol, no condado inglês de Gloucestershire. A cidade tem 35 mil habitantes. A cidade de Yate também é o local de nascimento de J.K. Rowling, escritora da saga de livros Harry Potter.[carece de fontes?]